# Assemblée parlementaire de la francophonie
Pour les articles homonymes, voir Assemblée parlementaire et APF.
L’Assemblée parlementaire de la francophonie (APF), née en 1967, est une organisation interparlementaire qui fédère 95 adhérents issus de parlements ou d'organisations interparlementaires des cinq continents, présentant la particularité d'avoir le français en partage. C'est un espace politique de débats, de propositions et d'échanges d'informations sur tous les sujets d'intérêt commun à ses membres.
L’APF, reconnue comme assemblée représentative et consultative de la francophonie, adopte des résolutions sur des sujets intéressant la communauté francophone dans les domaines politique, économique, social, culturel, éducatif et environnemental, en particulier à destination des organes exécutifs de l’Organisation internationale de la francophonie (OIF) : les sommets des chefs d’État et de gouvernement ; les conférences ministérielles de la francophonie ; les conseils permanents de la francophonie.
Le président est le Premier vice-président de l'Assemblée nationale du Cameroun Hilarion Etong et le délégué général est la députée française Amal Amélia Lakrafi.

## Historique

### De 1967 à 1989: l’Association internationale des parlementaires de langue française

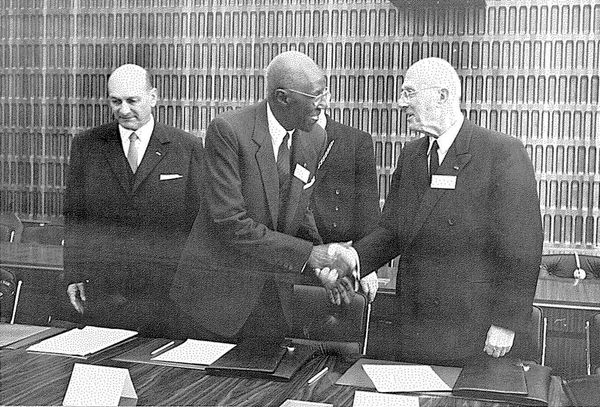
Victor Bodson, président de la Chambre des députés du Grand-Duché de Luxembourg, premier président de l’AIPLF, Lamine Gueye, président de l’Assemblée nationale du Sénégal lors de la première rencontre internationale des parlementaires de langue française. (Luxembourg, 1967)

L’Association internationale des parlementaires de langue française (AIPLF) est créée en mai 1967 sur une proposition de Léopold Sédar Senghor et avec le soutien actif de Charles Helou, Habib Bourguiba, Norodom Sihanouk et Hamani Diori. 
« Ce sont les peuples qui, par l’intermédiaire de leurs élus, pousseront les gouvernements à aller de l’avant. Il faudrait réunir dans une association interparlementaire les parlements de tous les pays où l’on parle le français. »

Léopold Sédar Senghor (février 1966)
À l'initiative de Xavier Deniau, député français, l'assemblée constitutive, réunissant des délégués de vingt-trois parlements d'Europe, d'Afrique, d'Amérique et d'Asie se tient à Luxembourg en mai 1967. Elle place à sa présidence Victor Bodson, Président de la Chambre des députés du Grand-Duché de Luxembourg, tandis que Xavier Deniau est nommé secrétaire général parlementaire.
Tout en œuvrant pour le rayonnement de la langue française, son premier objectif, l’AIPLF alors constituée de 23 sections issues de parlements d’Afrique, d’Amérique, d’Asie, d’Europe et d’Océanie, se veut être le reflet et le témoin du pluralisme culturel des peuples de la francophonie.
Dès sa création, l’AIPLF préconise la mise en place d’une institution intergouvernementale de la francophonie. Elle joue un rôle important dans la naissance, en 1970, de l’Agence de coopération culturelle et technique (ACCT), devenue depuis l’Organisation internationale de la francophonie (OIF).

### De 1989 à 1998: l’Assemblée internationale des parlementaires de langue française
En juillet 1989, lors de la 17e session à Paris, l’AIPLF devient l’Assemblée internationale des parlementaires de langue française, affirmant ainsi sa vocation à devenir l’organisation interparlementaire des pays de la francophonie, telle que l’avait reconnu le Sommet des chefs d’État et de gouvernement des pays ayant en commun l’usage du français, à Dakar en mai précédent. Cette évolution place l’AIPLF comme une instance politique de la francophonie, ce qui la distingue des opérateurs directs.
Lors du Sommet de Maurice d’octobre 1993, les chefs d’État et de gouvernement, après avoir réaffirmé la place éminente de l’institution parlementaire au cœur de la démocratie représentative et de l’État de droit, considèrent que l’AIPLF, seule organisation interparlementaire de la francophonie, constitue le lien démocratique entre les gouvernements et les peuples francophones. En conséquence, l’AIPLF est reconnue comme l’Assemblée consultative de la francophonie.
La Charte de la francophonie, adoptée à Hanoï en novembre 1997, qui modifie les institutions de la francophonie en créant notamment le poste de secrétaire général de la Francophonie, reconnaît le nouveau statut de l’AIPLF.

### De 1998 à aujourd’hui: l’Assemblée parlementaire de la francophonie
Afin de se mettre en conformité avec la Charte adoptée à Hanoï, l’Assemblée décide, lors de sa session d’Abidjan en juillet 1998, d’adopter le nom d’Assemblée parlementaire de la francophonie (APF).

## Rôle dans les institutions francophones

Le logo de la Francophonie symbolisant les cinq continents

Au fur et à mesure que l'architecture des instances politiques de la francophonie prenait forme, l'APF s'est efforcée d'y faire reconnaître son rôle d'interlocuteur privilégié, notamment vis-à-vis :
- de la Conférence des chefs d'État et de gouvernement ayant le français en partage (Sommet de la francophonie), qui se réunit tous les deux ans et représente la plus haute instance politique ;
- de la Conférence ministérielle de la francophonie (CMF), qui réunit une fois par an les ministres chargés de la francophonie des pays et communautés membres des Sommets et constitue un relais entre ces derniers ;
- du Conseil permanent de la francophonie (CPF), qui a été institué par le Sommet de Chaillot en novembre 1991 pour préparer les décisions des Sommets et en assurer le suivi. Le CPF est également chargé de l'animation et du contrôle des principaux opérateurs de la francophonie.

Une première étape importante a été franchie à l'occasion du IIIe Sommet, réuni à Dakar en mai 1989, qui a adopté une résolution reconnaissant « le rôle éminent que l'APF, seule organisation interparlementaire des pays francophones, joue dans la construction et le développement de la francophonie. »
Le processus de reconnaissance de l'APF a trouvé son aboutissement en octobre 1993, au Sommet de l'Île Maurice, qui lui a accordé le statut d'« Assemblée consultative de la francophonie ». Cette consécration n'a pu être acquise qu'à l'issue d'une vaste refonte de ses structures et de son règlement, avalisée par son assemblée générale, réunie à Libreville, en juillet 1993.
En vue de lui permettre d'exercer concrètement les nouvelles responsabilités que lui conférait ce statut d'Assemblée consultative, l'APF a manifesté le souhait que soient précisées les relations l'unissant aux autres instances politiques de la francophonie. Ce souhait fut pris en compte à l'occasion de la réforme des institutions de la francophonie, réforme qui a donné lieu à la rédaction d'une charte, approuvée lors de la Conférence ministérielle de Marrakech en décembre 1996, et adoptée définitivement par le Sommet de Hanoï en novembre 1997.
Ce document prévoit, s'agissant de l'APF :
- la transmission réciproque des informations, des décisions, des rapports et autres documents de l'APF, des sommets et de toutes les instances de la francophonie ;
- la participation de représentants de l'APF sur des sujets précis aux travaux des sommets, de la CMF et du CPF ;
- la participation de représentants de la CMF et du CPF aux travaux de l'APF et de ses commissions.

## Membres
95 parlements ou organisations sont actuellement représentés à l'APF :
57 sections membres (dont 4 suspendues) :
- Arménie
- Andorre
- Angola
- Bénin
- Burkina Faso (section suspendue depuis 2022)
- Burundi
- Cambodge
- Cameroun
- Canada
- Cap-Vert
- Comores
- Belgique (Communauté française)
- République du Congo
- Côte d'Ivoire
- Djibouti
- Égypte
- France
- Gabon
- Grèce
- Guinée
- Guinée équatoriale
- Guinée-Bissau
- Haïti
- Jersey
- Jura
- Laos
- Liban
- Luxembourg
- Madagascar
- Mali (section suspendue depuis 2020)
- Manitoba
- Maroc
- Maurice
- Mauritanie
- Monaco
- Niger (section suspendue depuis 2024)
- Nouveau-Brunswick
- Nouvelle-Calédonie
- Nouvelle-Écosse
- Ontario
- Polynésie française
- Québec
- République centrafricaine
- République démocratique du Congo
- Roumanie
- Rwanda
- Sénégal
- Seychelles
- Suisse
- Syrie (section suspendue depuis 2011)
- Tchad
- Togo
- Tunisie
- Vallée d’Aoste
- Vanuatu
- Vaud
- Vietnam
- Wallis-et-Futuna

19 sections associées :
- Albanie
- Alberta
- Bulgarie
- Catalogne
- Chypre
- Colombie-Britannique
- Genève
- Géorgie
- Hongrie
- Île-du-Prince-Édouard
- Kosovo
- Lituanie
- Macédoine du Nord
- Moldavie
- Monténégro
- Pologne
- Serbie
- Valais

19 observateurs :
- Bosnie-Herzégovine
- Parlement de la CEMAC
- Parlement de la CEDEAO
- COPA
- Croatie
- Forum des francophones du Parlement européen
- Lettonie
- Louisiane
- Maine
- Mexique
- New Hampshire
- Parlement du Benelux
- Parlement panafricain
- Pondichéry
- Saskatchewan
- Tchéquie
- UEMOA
- Ukraine
- Union interparlementaire

La liste des parlements adhérents à l'APF diffère de celles membres de l’Organisation internationale de la francophonie.
En effet, les parlements des États membres de l'OIF suivants n'ont pas adhéré à l'APF : 
- Argentine
- Autriche
- Chypre
- Corée du Sud
- Costa Rica
- Dominique
- Émirats arabes unis
- Gambie
- Ghana
- Irlande
- Malte
- Mozambique
- Qatar
- République dominicaine
- Sainte-Lucie
- Slovaquie
- Slovénie
- Thaïlande
- Uruguay

À l’inverse, les parlements des territoires infra-étatiques suivants sont adhérents à l'APF alors que leurs autorités exécutives n’ont pas rejoint l’OIF :
- Alberta
- Catalogne
- Colombie-Britannique
- Genève
- Île-du-Prince-Édouard
- Jersey
- Jura
- Maine
- Manitoba
- New Hampshire
- Nouvelle-Écosse
- Polynésie française
- Saskatchewan
- Valais
- Vallée d'Aoste
- Vaud
- Wallis-et-Futuna

La composition de l'APF évolue au gré des nouvelles adhésions. Elle s'est considérablement élargie depuis le début des années 1990, avec l'accueil des parlements de pays engagés dans un processus de transition démocratique, notamment en Europe de l'Est. Cette vitalité témoigne de l'attrait, tant politique que culturel, que l'APF continue d'exercer, plus de cinquante ans après sa création, parmi l'ensemble des communautés francophones.
L’Assemblée nationale d’Angola, la Chambre des représentants de Chypre, l’Assemblée législative de Pondichéry et l’Assemblée nationale de Sao Tomé-et-Principe viennent de déposer leur candidature en vue d’une adhésion en 2024 ou 2025. Des discussions sont en cours avec plusieurs autres parlements dont les pays sont déjà membres de l’OIF, sur quatre continents.

## Présidents de l’APF
| Mandat    | Nom                                 | Pays                             | Fonction                                      |
| --------- | ----------------------------------- | -------------------------------- | --------------------------------------------- |
| 1967-1972 | Victor Bodson                       | Luxembourg                       | Président de la Chambre des députés           |
| 1972-1973 | André Baudson                       | Belgique                         | Député à la Chambre des représentants         |
| 1973-1979 | Charles Helou                       | Liban                            | Ancien président de la République (1964-1970) |
| 1979-1982 | Philippe Yacé                       | Côte d'Ivoire                    | Président de l’Assemblée nationale            |
| 1982-1983 | Amadou Cissé Dia                    | Sénégal                          | Président de l’Assemblée nationale            |
| 1983-1984 | Habib Thiam                         | Sénégal                          | Président de l’Assemblée nationale            |
| 1984-1988 | Daouda Sow                          | Sénégal                          | Président de l’Assemblée nationale            |
| 1988-1990 | Martial Asselin                     | Canada                           | Vice-président du Sénat                       |
| 1990-1991 | Guy Charbonneau                     | Canada                           | Président du Sénat                            |
| 1991-1993 | Jules-Aristide Bourdès Ogouliguende | Gabon                            | Président de l’Assemblée nationale            |
| 1993      | Marcel-Éloi Rahandi-Chambrier       | Gabon                            | Président de l’Assemblée nationale            |
| 1993-1994 | Jean-Pierre Saintonge               | Québec                           | Président de l'Assemblée nationale            |
| 1994-1995 | Roger Bertrand                      | Québec                           | Président de l'Assemblée nationale            |
| 1995      | Adrien Houngbédji                   | Bénin                            | Président de l’Assemblée nationale            |
| 1995-1997 | Bruno Amoussou                      | Bénin                            | Président de l’Assemblée nationale            |
| 1997-1999 | Jean-Robert Gauthier                | Canada                           | Sénateur                                      |
| 1999-2001 | Nicolas Amougou Noma                | Cameroun                         | 1er vice-président de l’Assemblée nationale   |
| 2001-2002 | Jean-Pierre Charbonneau             | Québec                           | Président de l'Assemblée nationale            |
| 2002-2003 | Louise Harel                        | Québec                           | Présidente de l'Assemblée nationale           |
| 2003      | Michel Bissonnet                    | Québec                           | Président de l'Assemblée nationale            |
| 2003-2005 | Mahamane Ousmane                    | Niger                            | Président de l’Assemblée nationale            |
| 2005-2007 | Bernard Patry                       | Canada                           | Député à la Chambre des communes              |
| 2007-2009 | Guy Nzouba-Ndama                    | Gabon                            | Président de l'Assemblée nationale            |
| 2009-2011 | Yvon Vallières                      | Québec                           | Président de l'Assemblée nationale            |
| 2011      | Jacques Chagnon                     | Québec                           | Président de l'Assemblée nationale            |
| 2011-2012 | Roch-Marc Christian Kaboré          | Burkina Faso                     | Président de l'Assemblée nationale            |
| 2012-2013 | Soungalo Apollinaire Ouattara       | Burkina Faso                     | Président de l'Assemblée nationale            |
| 2013-2014 | Andrée Champagne                    | Canada                           | Sénatrice                                     |
| 2014-2015 | Paul McIntyre                       | Canada                           | Sénateur                                      |
| 2015-2017 | Aubin Minaku Ndjalandjoko           | République démocratique du Congo | Président de l'Assemblée nationale            |
| 2017-2018 | Jacques Chagnon                     | Québec                           | Président de l'Assemblée nationale            |
| 2018-2019 | François Paradis                    | Québec                           | Président de l'Assemblée nationale            |
| 2019-2022 | Amadou Soumahoro                    | Côte d'Ivoire                    | Président de l'Assemblée nationale            |
| 2022      | Adama Bictogo                       | Côte d'Ivoire                    | Président de l'Assemblée nationale            |
| 2022-2024 | Francis Drouin                      | Canada                           | Député à la Chambre des communes              |
| 2024-2026 | Hilarion Etong                      | Cameroun                         | 1er vice-président de l’Assemblée nationale   |

## Délégués généraux (ancienne appellation: "Secrétaires généraux parlementaires")
| Mandat    | Nom                 | Pays   | Fonction                        |
| --------- | ------------------- | ------ | ------------------------------- |
| 1967-1982 | Xavier Deniau       | France | Député à l'Assemblée nationale  |
| 1982-1986 | André Delehedde     | France | Député à l'Assemblée nationale  |
| 1986-1988 | Jacques Legendre    | France | Sénateur                        |
| 1988-1993 | André Delehedde     | France | Député à l'Assemblée nationale  |
| 1993-1995 | Franck Borotra      | France | Député à l'Assemblée nationale  |
| 1995-2013 | Jacques Legendre    | France | Sénateur                        |
| 2013-2017 | Pascal Terrasse     | France | Député à l'Assemblée nationale  |
| 2017      | Michèle André       | France | Sénateur                        |
| 2018-2022 | Jacques Krabal      | France | Député à l'Assemblée nationale  |
| 2022-2025 | Bruno Fuchs         | France | Député à l'Assemblée nationale  |
| 2025-     | Amal Amélia Lakrafi | France | Députée à l'Assemblée nationale |

## Instances
La vie démocratique de l'APF est organisée autour des structures délibérantes suivantes : 
- quatre Régions :
  - Afrique ;
  - Amérique ;
  - Asie Pacifique ;
  - Europe ;

- la Session plénière, chargée du pilotage stratégique de l'institution, rassemble des parlementaires de toutes les sections de l'institution une fois par an ;
- le Bureau, qui assure la direction politique de l'institution, compte une trentaine de membres reflétant la diversité géographique de l'institution. Les membres se réunissent deux fois par an ;
- quatre commissions :
  - la Commission politique (CP) ;
  - la Commission des affaires parlementaires (CAP) ;
  - la Commission de l'éducation, de la culture et de la communication (CECC) ;
  - la Commission des affaires économiques, sociales et environnementales (CAESE) ;
- deux réseaux
  - le Réseau des femmes parlementaires ;
  - le Réseau des jeunes parlementaires.

Le Secrétariat général est à Paris au 235 boulevard Saint-Germain, dans le 7e arrondissement, à Paris.

## Les commissions
Les commissions conditionnent leurs thèmes de travail en établissant des rapports sur les questions étudiées, en cohérence avec le cadre stratégique et en coordination avec le Secrétariat général. Elles ont la possibilité de se réunir avec d'autres commissions ou réseaux et il leur est également possible de soumettre des motions, résolutions, avis et recommandations à la session plénière. Enfin, les commissions peuvent adopter des déclarations entre deux sessions plénières et également, assurer le suivi des résolutions adoptées par la session plénière.
L'élection de chaque membre des commissions a lieu pendant la session plénière. Les commissions sont composées d'un président, de deux vice-présidents et de quatre rapporteurs. Ces derniers sont choisis parmi les représentants de sections membres, selon une représentation régionale équilibrée.

### La Commission des affaires économiques, sociales et environnementales (CAESE)
La Commission des affaires économiques, sociales et environnementales examine les questions relatives au développement humain, durable et économique autour desquelles elle émet des rapports et des résolutions. Elle a été à l'origine de nombreux partenariats entre l'APF et des organisations internationales comme la Banque mondiale, l'Organisation mondiale du commerce (OMC) ou encore l'Institut de la francophonie pour le développement durable (IFDD).
Ses thématiques de travail sont diverses et plurielles : la dette des pays en développement, la sécurité alimentaire, les impacts socio-économiques de la mondialisation au sein de la francophonie.
La présidence est vacante.

### La Commission de l'éducation, de la culture et de la communication (CECC)
La Commission de l'éducation, de la culture et de la communication traite des questions relatives à l'expression culturelle en langue française, à l'éducation, à la formation, à la communication mais aussi aux politiques de prévention des maladies transmissibles et de lutte contre les pandémies.
Elle est présidée par le conseiller national Laurent Wehrli (Suisse).
La Commission traite également de l'éducation au développement durable et assure un suivi régulier du manuel relatif à l'usage de la langue française dans les organisations internationales.
En 2000, la lutte contre le VIH/Sida a été définie comme priorité de l'APF. Cela a conduit à la création du Réseau parlementaire de lutte contre le VIH/Sida, la tuberculose et le paludisme, qui relève la Commission.

### La Commission des affaires parlementaires (CAP)
La Commission des affaires parlementaires étudie les questions concernant la législation, le contrôle et l'évaluation des politiques publiques. Elle étudie également les questions relatives à l'organisation des parlements et à la participation citoyenne à la vie publique.
Elle est présidée par le député Joël Godin (Canada).
Elle est à l'initiative de l'adoption de plusieurs rapports et de résolutions :
- la déontologie et l'éthique dans les parlements francophones (2018)
- l'ouverture des parlements (2022)
- les compétences et l'action des parlements en situation d'urgence (2022)
- l'organisation des parlements en période de pandémie (2022)

La Commission assure également le suivi d'actions de coopération interparlementaires menés conjointement avec l'OIF.

### La Commission politique (CP)
Présidée par le sénateur Christophe-André Frassa (France), la Commission politique traite les questions de nature politique de l'espace francophone. Ses champs d'expertise s'étendent à l'Etat de droit et processus électoraux, les enjeux de sécurité, la question de la peine de mort dans les pays membres ou encore les orientations générales de l'Assemblée. Elle s'occupe également de la révision et de l'application des statuts juridiques de l'APF.
Le suivi de crise dans l'espace francophone, des relations de l'APF avec les institutions francophones et l'accompagnement des Etats en sortie de crise et en transition démocratique font partie des travaux de la Commission. Une veille de la protection et de la promotion des Droits de l'Homme au sein de la francophonie est aussi assurée. Concernant les sections suspendues ou mises sous observation par l'Assemblée, la Commission s'affaire à établir un rapport permanent aboutissant à l'élaboration de résolutions ou recommandations soumises à l'APF.
Finalement, la commission est appelée à se prononcer sur les orientations générales de l’APF et à examiner les questions juridiques relatives au règlement de l’APF et à ses dispositions d’application.

## Les réseaux
Les réseaux participent à la réflexion menée dans les autres instances de l’Assemblée sur les questions relevant de leurs compétences. De ce fait, ils adoptent des rapports, déclarations ou autres documents transmis aux commissions de l’Assemblée pour information. Ils peuvent soumettre des motions, résolution, avis et recommandations à la Session plénière, présentés par leur président ou un rapporteur. Enfin, leurs thèmes de travail est déterminé en cohérence avec le cadre stratégique et en coordination avec le secrétaire général.
Comme les commissions, chaque réseau élit son Bureau, également composé d’un Président et d’autres membres. Les Réseaux se réunissent pendant la Session plénière.

### Le Réseau des femmes parlementaires
Depuis 2002, le Réseau des femmes parlementaires promeut, dans l'ensemble de l'espace francophone, une meilleure participation des femmes à la vie politique, économique, sociale et culturelle. Le Réseau contribue également à la défense des droits des femmes et de l'enfant.
Il est présidé par la députée Chantal Soucy (Québec).
Le Réseau œuvre à renforcer la place et le rôle des femmes parlementaires dans les parlements membres et les organisations internationales, favoriser les échanges d'expérience et encourager la solidarité entre femmes parlementaires.

### Le Réseau des jeunes parlementaires
La Francophonie parlementaire s’est dotée en juillet 2018 d’un Réseau des jeunes parlementaires lors de la 44e session de l’APF à Québec.
Le Réseau des jeunes parlementaires, présidé par Pascal Sawa (député, Nouvelle-Calédonie), a pour objectifs de :
- rassembler les jeunes parlementaires autour des valeurs de la francophonie et de la langue française pour les pérenniser et en assurer le développement
- favoriser les échanges d’expériences, renforcer la collaboration avec d’autres structures de jeunes parlementaires, encourager la solidarité entre jeunes parlementaires et développer leur influence et leurs capacités
- travailler en partenariat avec les structures de jeunes parlementaires existantes afin de promouvoir la francophonie et la dynamiser
- renforcer l’apport des jeunes parlementaires au sein de l’APF en intégrant leur point de vue dans l’agenda et le travail de l’organisation et en contribuant à fournir des outils à l’APF sur les enjeux de la jeunesse francophone
- contribuer à l’édification de démocraties plus fortes en s’ouvrant aux jeunes actifs en politique et en renforçant la représentation des jeunes dans les parlements
- assurer un meilleur suivi et une meilleure mise en œuvre des recommandations énoncées dans la résolution sur la participation politique des jeunes dans l’espace francophone adoptée par l’Assemblée plénière de l’APF à Antananarivo, le 12 juillet 2016
- participer aux missions d’information et de contact au sein des pays de la francophonie

## Parlement francophone des jeunes
Depuis le Sommet des chefs d’Etat et de gouvernement de la francophonie à Moncton (1999), l’APF est chargé de la mise en place du Parlement francophone des jeunes (PFJ). Il s’agit d’animer un événement international rassemblant de jeunes francophones, des délégués et des experts œuvrant dans le domaine de la jeunesse et de la francophonie.
Cette conférence bisannuelle réunit des jeunes de tous horizons pour discuter de questions pertinentes, partager leurs idées et expériences et élaborer des recommandations sur des sujets d’actualité touchant la francophonie. Au cours de l’évènement, les participants prennent part à des sessions interactives, ateliers, débats et conférences sur des thèmes tels que la diversité, l’inclusion, l’éducation, la culture, l’environnement et bien d’autres.
Chaque section envoie deux participants, une fille et un garçon, dont le niveau de français est vérifié en amont. En fonction des différents sujets abordés par les commissions, les jeunes sélectionnés devront choisir une question parmi les 4 proposées en corpus de texte.
La IXe édition du Parlement francophone des jeunes s’est tenue à Tirana, Albanie en 2022.
A l’occasion de cette édition, les jeunes sélectionnés ont eu à traiter quatre questions, qui ont été réparties selon leur commission respective ; à savoir :
- Commission politique : Doit-on abolir la peine de mort dans l’espace francophone ?
- Commission des affaires parlementaires : Les démocraties parlementaires face à la désinformation – quelles stratégies retenir pour promouvoir l’information crédibles dans l’espace francophone ?
- Commission de l’éducation, de la communication et de la culture : Le retour des biens culturels à leur pays d’origine : pourquoi et comment partager le patrimoine dispersé dans l’espace francophone
- Commission des affaires économiques, sociales et environnementales : Participation des jeunes à la lutte contre les changements climatiques et leurs implications dans les objectifs de développement durables en période de Covid-19.

## Sessions plénières
Les sessions plénières de l'Assemblée parlementaire de la francophonie se sont tenues aux villes et dates suivantes :
| Session constitutive | Luxembourg                                  | 17 - 18 septembre 1967   |
| 1re                  | Versailles (France)                         | 26 - 27 septembre 1968   |
| 2e                   | Abidjan (Côte d'Ivoire)                     | 25 - 27 mars 1970        |
| 3e                   | Montréal (Québec) et Ottawa (Canada)        | 16 - 21 septembre 1971   |
| 4e                   | Dakar (Sénégal)                             | 3 - 8 janvier 1973       |
| 5e                   | Bruxelles (Belgique)                        | 16 - 21 septembre 1974   |
| 6e                   | Port-Louis (Île Maurice)                    | 14 - 21 septembre 1975   |
| 7e                   | ONU, New York (États-Unis)                  | 26 avril - 2 mai 1976    |
| 8e                   | Paris (France)                              | 7 - 14 juillet 1977      |
| 9e                   | Libreville (Gabon)                          | 11 - 17 septembre 1978   |
| 10e                  | OIT, Genève (Suisse)                        | 2 - 7 juillet 1979       |
| 11e                  | Ottawa (Canada)                             | 8 - 13 septembre 1980    |
| 12e                  | Dakar (Sénégal)                             | 10 - 16 janvier 1982     |
| 13e                  | Jersey                                      | 26 juin - 2 juillet 1983 |
| 14e                  | Saint-Denis (La Réunion)                    | 1er - 7 septembre 1984   |
| 15e                  | Québec et Montréal (Québec)                 | 6 - 13 septembre 1986    |
| 16e                  | Yaoundé (Cameroun)                          | 4 - 10 janvier 1988      |
| 17e                  | Paris (France)                              | 10 - 13 juillet 1989     |
| 18e                  | Ottawa (Canada)                             | 1er - 5 mai 1991         |
| 19e                  | Libreville (Gabon)                          | 28 juin - 3 juillet 1993 |
| 20e                  | Paris (France)                              | 11 - 13 juillet 1994     |
| 21e                  | Québec (Québec)                             | 10 - 12 juillet 1995*    |
| 22e                  | Tananarive (Madagascar)                     | 6 - 10 juillet 1996      |
| 23e                  | Luxembourg (Luxembourg)                     | 7 - 10 juillet 1997      |
| 24e                  | Abidjan (Côte d'Ivoire)                     | 6 – 8 juillet 1998       |
| 25e                  | Ottawa (Canada)                             | 5 – 8 juillet 1999       |
| 26e                  | Yaoundé (Cameroun)                          | 4 – 8 juillet 2000       |
| 27e                  | Québec (Canada)                             | 6 – 10 juillet 2001      |
| 28e                  | Berne (Suisse)                              | 7 – 9 juillet 2002       |
| 29e                  | Niamey (Niger)                              | 6 – 9 juillet 2003       |
| 30e                  | Charlottetown (Canada)                      | 4 – 7 juillet 2004       |
| 31e                  | Bruxelles (Belgique)                        | 4 - 9 juillet 2005       |
| 32e                  | Rabat (Maroc)                               | 29 juin - 4 juillet 2006 |
| 33e                  | Libreville (Gabon)                          | 2 - 7 juillet 2007       |
| 34e                  | Québec (Québec)                             | 4 - 7 juillet 2008       |
| 35e                  | Paris (France)                              | 3 - 6 juillet 2009       |
| 36e                  | Dakar (Sénégal)                             | 6 - 8 juillet 2010       |
| 37e                  | Kinshasa (République démocratique du Congo) | 5 - 8 juillet 2011       |
| 38e                  | Bruxelles (Belgique)                        | 8 - 12 juillet 2012      |
| 39e                  | Abidjan (Côte d'Ivoire)                     | 9 - 12 juillet 2013      |
| 40e                  | Ottawa (Canada)                             | 8 - 12 juillet 2014      |
| 41e                  | Berne (Suisse)                              | 6 - 11 juillet 2015      |
| 42e                  | Antananarivo (Madagascar)                   | 8 - 12 juillet 2016      |
| 43e                  | Luxembourg (Luxembourg)                     | 11 - 13 juillet 2017     |
| 44e                  | Québec (Québec)                             | 5 - 10 juillet 2018      |
| 45e                  | Abidjan (Côte d'Ivoire)                     | 5 - 9 juillet 2019       |
| 46e                  | Visioconférence                             | 28 - 29 janvier 2021     |
| 47e                  | Kigali (Rwanda)                             | 5 - 9 juillet 2022       |
| 48e                  | Tbilissi (Géorgie)                          | 4 - 8 juillet 2023       |
| 49e                  | Montréal (Canada)                           | 5 - 9 juillet 2024       |
| 50e                  | Paris (France)                              | 12 - 13 juillet 2025     |